# Scuderia Subalpina
La Scuderia Subalpina è stata una scuderia automobilistica italiana attiva nel 1934 e 1935.

## Statistiche e record

### Risultati nel Campionato europeo
Risultati ottenuti dai piloti della Scuderia Subalpina nel Campionato europeo di automobilismo.
| 1935    | Pilota             | Vettura                        | MON | FRA | BEL | GER | SVI | ITA | SPA |
| ------- | ------------------ | ------------------------------ | --- | --- | --- | --- | --- | --- | --- |
| 1935    | Piero Dusio        | Maserati 8CM                   | Rit |     |     |     |     |     |     |
| 1935    | Philippe Étancelin | Maserati 6C 34 / Maserati V8RI | 4   |     |     | Rit | Rit | Rit |     |
| 1935    | Nino Farina        | Maserati V8RI                  |     |     |     |     |     | NP  |     |
| 1935    | Pietro Ghersi      | Maserati 8CM / Maserati 6C 34  |     |     |     | 12  | Rit |     |     |
| 1935    | Marcel Lehoux      | Maserati 6C 34                 |     |     |     |     |     |     | Rit |
| 1935    | Eugenio Siena      | Maserati 6C 34                 |     |     |     |     |     |     | Rit |
| 1935    | Raymond Sommer     | Maserati 6C 34                 |     | 6   |     |     |     |     |     |
| 1935    | Goffredo Zehender  | Maserati 8CM / Maserati 6C 34  | 7   | 3   |     | 11  |     | Rit |     |
| Legenda |                    |                                |     |     |     |     |     |     |     |

### Risultati nella Mille Miglia
Risultati ottenuti dai piloti della Scuderia Subalpina nella Mille Miglia.
| Anno    | Vettura            | Categoria | Classe  | Numero | Equipaggio       | Equipaggio         | Risultato |
| ------- | ------------------ | --------- | ------- | ------ | ---------------- | ------------------ | --------- |
| 1934    | Alfa Romeo 8C 2300 | Sport     | S 3.0   | 56     | Piero Dusio      | Giulio Aymini      | 7°        |
| 1934    | Alfa Romeo 6C 1750 | Turismo   | T 2.0   | 34     | Nino Farina      | Luigi Della Chiesa | Rit       |
| 1935    | Maserati 4CS 1500  | Sport     | S/T1.5  |        | Luigi Scarfiotti | M. Penati          | Rit       |
| 1935    | Maserati 6C 34     | Sport     | S-/+3.0 |        | Achille Varzi    | Amedeo Bignami     | Rit       |
| Legenda |                    |           |         |        |                  |                    |           |